# Mercury Tracer
Il Tracer è un'autovettura prodotta dalla Mercury dal 1988 al 1999. Dal 1988 al 1989 appartenne alla classe delle vetture subcompact, mentre negli altri anni in cui venne commercializzata fece parte della categoria delle vetture compact. Era basata sulla Mazda 323 ed il motore  era montato anteriormente. Anche la trazione era anteriore. Sostituì la Mercury Lynx.

## La prima serie: 1987–1989

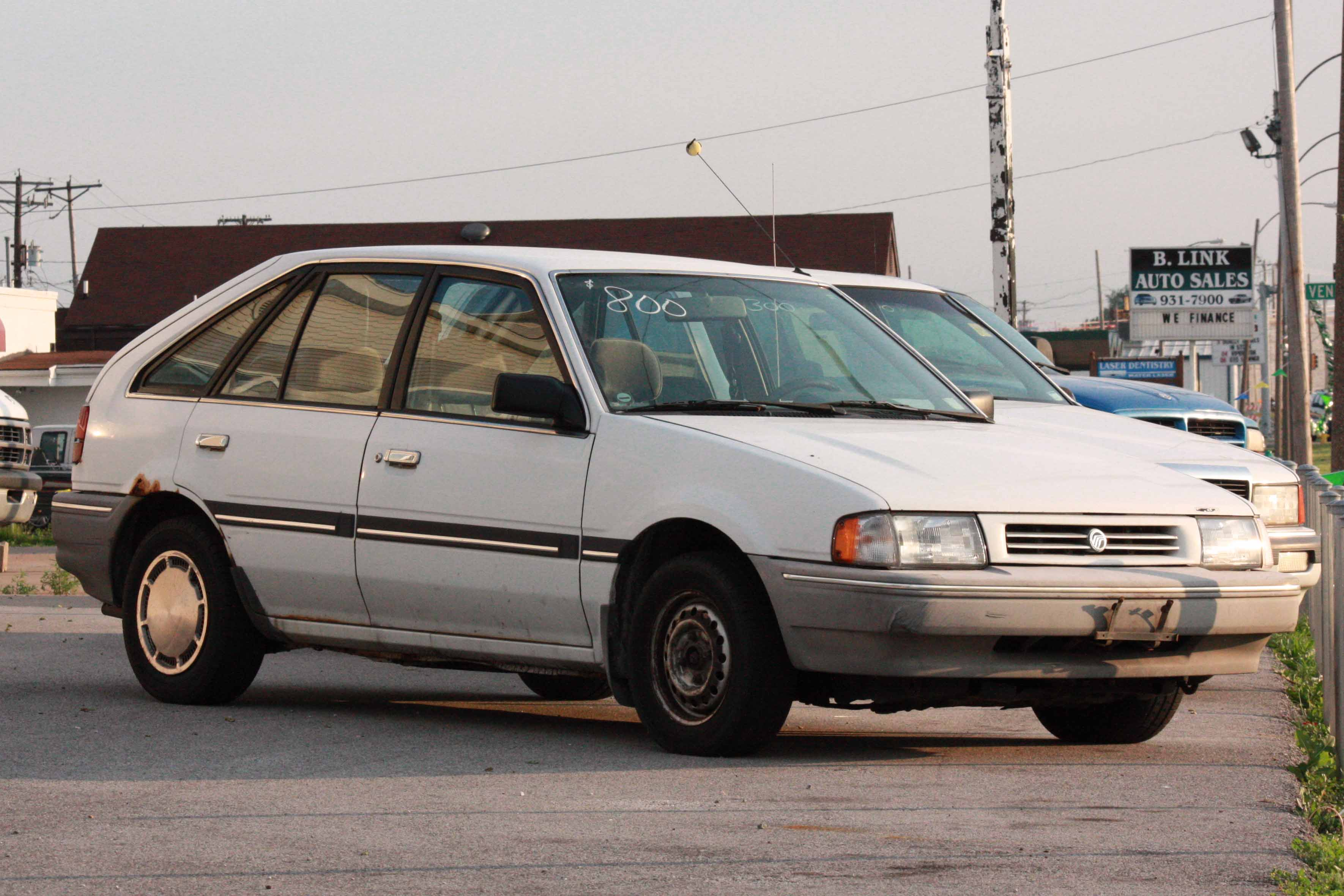
Una Mercury Tracer hatchback cinque porte prima serie

La Tracer venne introdotta nel 1987 per il model year 1988. Era sostanzialmente la versione ottenuta tramite badge engineering della Ford Laser venduta in Asia ed in Australia. Quest'ultima, a sua volta, era una versione rivista della Mazda 323. Questa serie di Tracer venne assemblata a Hermosillo, in Messico, ed a Hiroshima, in Giappone.
Questa prima generazione di Tracer era disponibile con un motore a quattro cilindri in linea da 1,6 L di cilindrata che erogava 82 CV di potenza e 125 N•m di coppia. I cambi offerti erano invece due, uno manuale a cinque rapporti e l'altro automatico a tre marce. 

## La seconda serie: 1991–1996
La serie precedente, che uscì di produzione nel 1989, venne sostituita dalla nuova generazione nel 1991. Questa volta la Tracer era basata sulla Ford Escort commercializzata negli Stati Uniti. Quest'ultima, a sua volta, derivava dalla Mazda 323. La versione berlina era disponibile in due allestimenti, base ed LTS (quest'ultimo venne però offerto solamente fino al 1994), mentre la familiare era commercializzata esclusivamente con l'allestimento base. La Tracer LTS venne inserita dalla rivista Car and Driver nella classifica delle migliori dieci auto del 1991.
Questa serie di Tracer venne assemblata ad Hermosillo, in Messico. I motori disponibili erano due, entrambi a quattro cilindri in linea. Uno aveva una cilindrata di 1,9 L ed erogava 88 CV e 146 N•m, mentre l'altro era da 1,8 L e sviluppava, nonostante la cubatura inferiore, 127 CV e 154 N•m. Anche i cambi offerti erano due, uno manuale a cinque rapporti e l'altro automatico a quattro marce. 

## La terza serie: 1997–1999

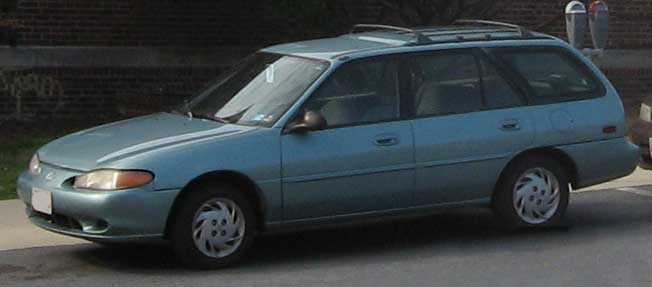
Una Mercury Tracer station wagon terza serie

La Tracer e la Escort vennero aggiornate nel 1997. Nell'occasione, furono ridisegnati gli interni e la linea. La versione familiare fu quella che cambiò meno. Anche la motorizzazione fu riveduta. Questa serie di Tracer venne prodotta a Wayne, nel Michigan, e fu disponibile esclusivamente con un motore a quattro cilindri in linea da 2 L e 110 CV. I cambi offerti erano invece due, uno manuale a cinque rapporti e l'altro automatico a quattro marce. La berlina fu offerta con due allestimenti, il GS e l'LS. La familiare fu invece disponibile solo con l'allestimento LS. Quest'ultimo prevedeva un equipaggiamento superiore comprendente i cerchioni in lega e, come opzioni, gli interni in pelle, un sistema remoto di aperture delle portiere, gli alzacristalli elettrici e la chiusura centralizzata.
La Tracer uscì di produzione nel 1999. L'ultima Tracer uscì dalle catene di montaggio il 7 luglio 1999.